# Krasen Dol, Șumen
Krasen Dol (în bulgară Красен Дол) este un sat în comuna Nikola Kozlevo, regiunea Șumen,  Bulgaria. 

## Demografie
Componența etnică a satului Krasen Dol
     Bulgari (99,23%)
     Nicio identificare (0,76%)
     Altele (0%)
La recensământul din 2011, populația satului Krasen Dol era de 131 locuitori. Din punct de vedere etnic, majoritatea locuitorilor (99,23%) erau bulgari. Pentru 0,76% din locuitori nu este cunoscută apartenența etnică.